# Fort Macomb
 (novembre 2023).
Si vous disposez d'ouvrages ou d'articles de référence ou si vous connaissez des sites web de qualité traitant du thème abordé ici, merci de compléter l'article en donnant les références utiles à sa vérifiabilité et en les liant à la section « Notes et références ».
Le fort Macomb (anciennement fort Chef Menteur), est une forteresse située à La Nouvelle-Orléans, le long du détroit des Rigolets entre le golfe du Mexique et le lac Pontchartrain en Louisiane.

## Présentation
Le fort Macomb s'élève le long de la rive de la Passe du Chef menteur, un étroit passage du détroit des Rigolets. Il est aujourd'hui situé dans la métropole de La Nouvelle-Orléans dans le quartier des îles Vénetiennes et tout près du pont du Chef menteur.

### Louisiane française
Le fort actuel est édifié à l'emplacement d'un ancien fort français, le fort Chef Menteur, défendant la passe navigable communicant entre le golfe du Mexique et La Nouvelle-Orléans, à l'époque de la Louisiane française.

### État de Louisiane
Après la vente de la Louisiane française aux États-Unis en 1803, l'ancien fort Chef Menteur est délaissé pendant quelques années. Dès 1815, l'intérêt pour cet emplacement reprend tout son sens avec les menaces britanniques. Les Américains décident de reconstruire un nouveau fort, le fort Wood.
Le fort Wood est construit en 1822 par le gouvernement des États-Unis pour prévenir toute attaque des forces anglaises.  En 1827, il prend le nom de fort Macomb. Peu de temps avant la construction du fort Macomb, le fort Pike est construit sur l'autre rive du détroit des Rigolets.
Au début de la guerre de Sécession en 1861, les Confédérés l'occupent, mais l'année suivante, les troupes militaires de l'Union les chassent et prennent possession de la citadelle. 
En 1867, un important incendie ravage les baraquements en bois. Le fort est abandonné en 1871.
La forteresse et ses terres sont maintenant la propriété de l'État de la Louisiane. Malgré certains efforts pour l'ouvrir aux touristes, l'état de délabrement du fort est jugé trop dangereux pour les visites publiques. Il est par conséquent fermé.
Une partie de l'ancien fossé du fort a été transformé en un petit chenal pour accéder à une petite marina. Malheureusement, le sillage des bateaux entrant et sortant a fragilisé le mur extérieur du fort et accéléré le dommage structural du bâtiment.

## Culture populaire
Le fort Macomb est l'un des lieux de tournage de la série télévisée True Detective.

## Galerie

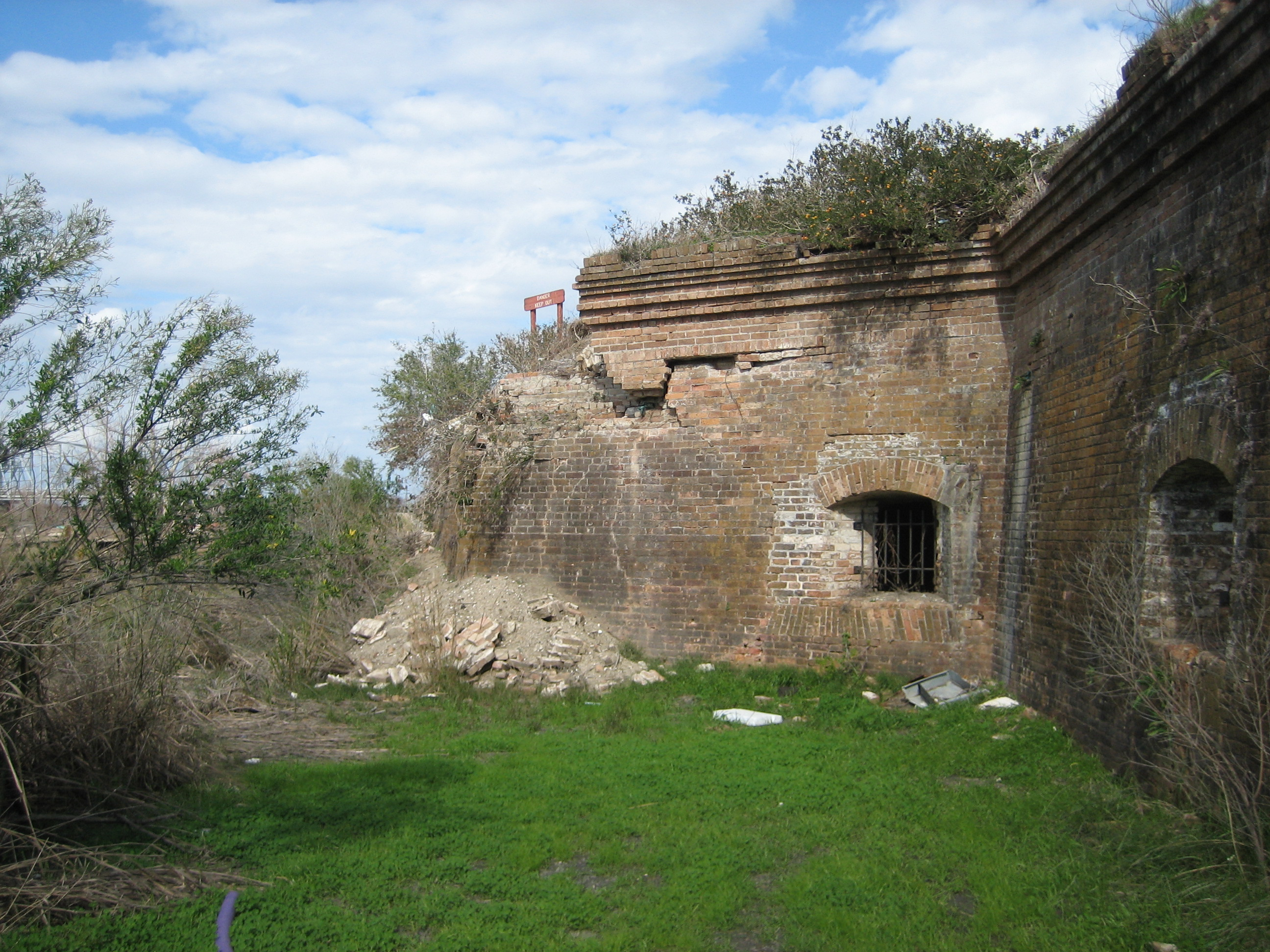
Enceinte du fort Macomb
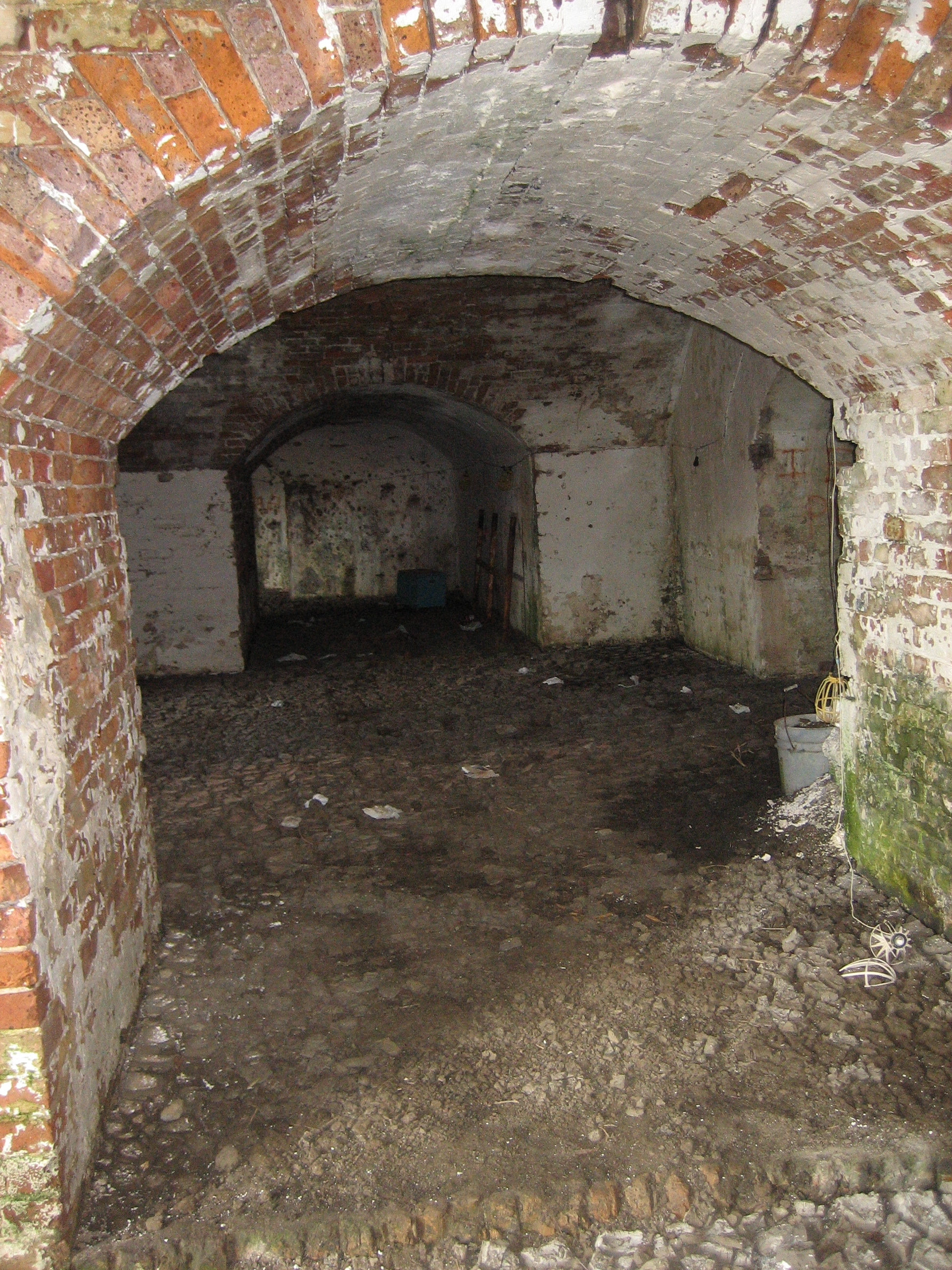
Voûte du fort
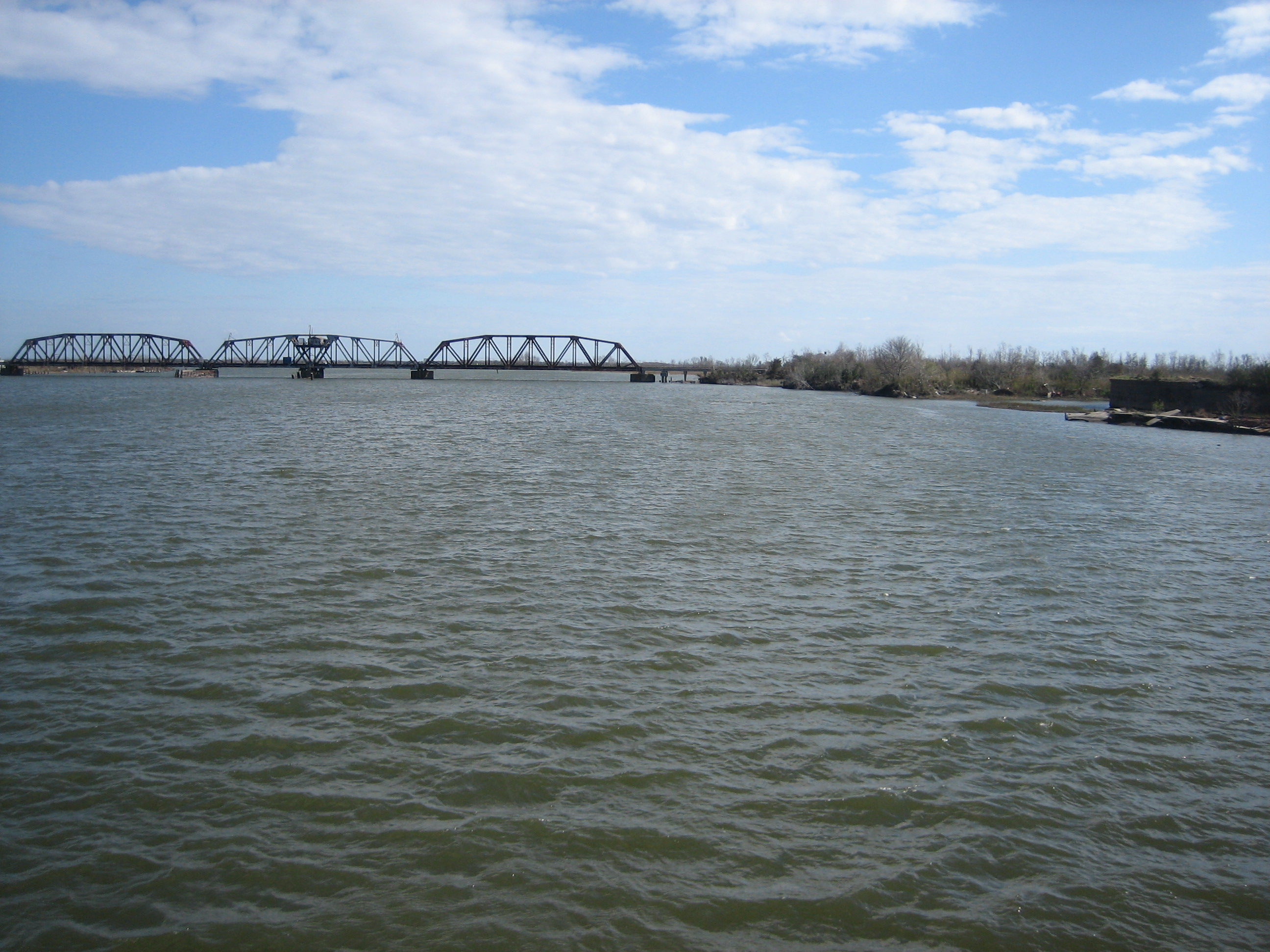
Le fort Macomb à droite et le pont du Chef menteur
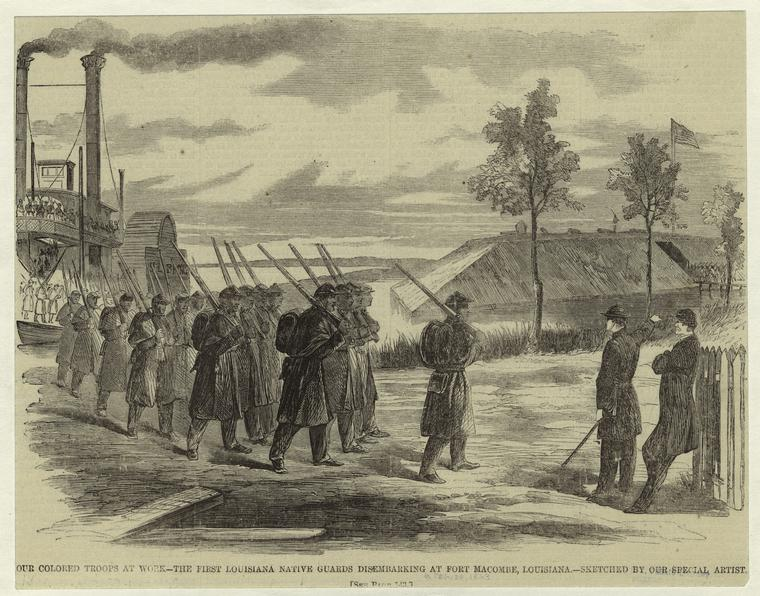
Débarquement des troupes au fort Macomb pendant la guerre de Sécession (1863)